# 쥐광향

쥐광 향의 위치

쥐광향(한국어: 거광향, 중국어: 莒光鄉, 병음: Jǔguāng Xiāng)은 중화민국 롄장 현의 향이다. 넓이는 5km2이고, 인구는 2015년 8월 기준으로 1,488명이다.
시쥐 섬(西莒島)에 있는 칭판 촌(青帆村)이 쥐광 향의 행정·경제의 중심지이다. 둥쥐 섬(東莒島)에 있는 다푸 석각과 둥쥐 등대는 마쭈 4대 고적 중 2개로 꼽힌다.

## 지리
시쥐 섬의 서쪽으로 서산으로 불리는 작은 섬이 존재한다. 둥쥐 섬의 주위에는 린아오·융류위·시뉴위·다위 등의 작은 섬이 점재한다.

## 역사
과거에는 백긍(白肯) 또는 백견(白犬)으로 불리었으나, 1971년에 쥐광(莒光, 거광)으로 이름을 바꿨고 시취안 섬(西犬島)은 시쥐 섬(西莒島)으로, 둥취안 섬(東犬島)은 둥쥐 섬(東莒島)으로 각각 개칭했다.